# 유진 박
유진 박(Eugene Park, 1975년 9월 14일 ~ )은 한국계 미국인 바이올리니스트이다. 한국식 이름은 박유진(朴維鎭)이다.
미국 뉴욕주 올버니에서 태어나 미국 뉴욕주 뉴욕 시티 맨해튼 구역에서 성장한 그는, 1996년 줄리아드 음악 대학교에서 학사 학위 취득하였다. 같은 해 12월, KBS 《열린음악회》 출연을 시작으로, 1997년 1집 앨범 《The Bridge》를 통한 정식 데뷔와 함께 대한민국내에서의 활발한 연주 활동을 시작하였다. 당시 대한민국 최초로 '일렉트릭 바이올린' 연주를 선보여 화제를 모았고, 한국 얼터너티브록의 시작을 알렸다. 2017년 데뷔 20주년을 기념하는 단독 콘서트를 개최하였다.

## 생애

### 어린 시절
미국 뉴욕에서 태어나 3세에 바이올린을 잡기 시작, 8세에 전액 장학금을 받으면서 역사상 최연소로 줄리아드 예비 학교에 입학, 10세 때 웨인 심포니 오케스트라 (Wayne Symphony Orchestra)와 협연, 13세에 링컨 센터(Lincoln Center)에서 데뷔하면서 신동바이올리니스트로 주목받았다. 16세에 본격적으로 전기바이올린을 시작하였고  뉴욕 라디오 시티 뮤직 홀 공연, 슈퍼볼 전야 축제 공연, 아스팬 재즈앙상블 협연을 했고, 뉴욕의 명소이자 유명 라이브 클럽 《화Wha》, 《블루노트Blue Note》에서 윈튼 마설리스 등 세계 최고의 재즈뮤지션과의 수 많은 협연을 했다.

### 초기 활동
1996년에 줄리어드 음악 대학교를 졸업한 후에 당시 뉴욕 최고 매니지먼트 스카시 스켓과의 계약을 거절하고 열린음악회에 초청을 받아 국내활동을 본격적으로 시작하였다.
유진 박은 대한민국이 낳은 세계성을 띤 천재 바이올리니스트로 소개되면서 팬들에게 뜨겁게 성원받았다. 클래식, 국악 재즈, 얼터너티브 록 등 장르를 넘나드는 당시로는 일정한 격식을 깨뜨리는 전기 바이올린 연주를 선보이면서 혜성같이 등장한 유진 박은 열정 넘치는 무대 매너와 활발하고 힘찬 연주로 유진박 신드롬을 일으킬만큼 많은 사랑을 받았다. 첫 번째 앨범 <The Bridge>는 백만 장이 팔려 플레티넘을 기록하였다. 폭발적인 연주로 호평을 받아 TV 드라마 출연과 광고도 찍었으며 1999년 6월에는 자서전 《질주》를 발간하였다. 지난 1998년에는 대한민국 제15대 대통령 김대중 취임식 축하 공연과, 1999년 마이클 잭슨의 방한 평화콘서트에서 《마이클 잭슨과 친구들》로 크고 화려한 무대를 장식했었다. 그 후에도 대규모 행사와 콘서트에 주요 연주자로서 초대받으면서 전성기를 구가하였다.

### 최근 활동
2010년 4월《미라클 오브 스프링(봄의 기적)》콘서트를 시작으로 국내 귀국과 함께 재기무대를 가졌다.
2011년 5월에는 유진 박은 새로운 소속사 《스마프 프로덕션》과 전속계약을 맺고 약 1년 간 함께 음악작업을 하면서 미니앨범 《Nostalgia》를 발매한다. 2014년 유진박의 가능성을 보고 한국에 데뷔시켰던 매니저 김상철씨와 재회하면서 심리적 안정을 되찾았다. 2017년에는 데뷔 20주년 기념콘서트를 성황리에 마쳤고 2018년 아람극장(1800여석 규모)에서 단독 콘서트를 개최하였다.

## 사건

### 소속사와 유진 박 사이에 일어난 갈등
2000년대에 들어서면서 유진 박의 대중을 중심으로 한 인기는 잦아들었고 대중의 관심에서 서서히 멀어져갔다. 그러던 2009년 7월 말 네티즌들은 유진 박이 지방의 소규모 행사, 유흥업소 공연, 무료 행사장을 전전하면서 소속사에서 나쁘게 대우받았고 그로 말마암아 정신적으로 큰 고통을 겪는다는 주장을 대두하기 시작했다. 전국에서 유진 박이 출연한 행사 내역과 유진 박이 상대가 하는 말을 잘 이해하지 못하는 듯해 보이는 영상을 근거로 제시했다. 지난 6월 말 자신의 소속사 여가수를 성폭행한 혐의로 구속된 김 모씨가 유진 박의 전 매니저였다는 사실이 폭로되면서 더 충격스러웠다.
네티즌들이 문제를 꾸준히 제기하면서 언론에서 유진 박 측과 접촉하였다. 현재 매니저는 유진 박이 최소 10개월 이상 드나들지 못하게끔 여관에 갇힌 채 연주할 때만 밖에 나올 수 있었고 각종 행사에서 벌어들인 출연료를 강제로 빼았겼으며, 계약이 끝난 후에도 전 소속사 대표 김 모씨가 유진 박의 바이올린을 돌려주지 않겠다고 협박하면서 연주하게끔 강요했다고 주장하였고 유진 박은 인터뷰에서 이런 주장이 모두 사실이라고 밝혔다. 지난 2008년 12월 현재 매니저와 유진 박의 어머니가 유진 박과 열흘 정도 연락이 닿지 않자 군포경찰서에 신고했으나 조사하는 과정에서 유진 박이 감금되었던 사실을 부인하여 경찰 측에서는 전 소속사 대표를 무혐의로 처리했다. 최근에 유진 박은 언론과 한 인터뷰를 이용해 허름한 여관에 전 소속사의 로드 매니저와 장기 투숙하면서 자장면과 볶음밥으로 끼니를 때운 적이 많았고 자신은 폭력을 대단히 싫어하는 사람인데 그 사람들이 얼굴에서 피가 날 정도로 때렸다고 밝혔으며, 음악가인 자신에게 너무나 소중한 바이올린을 주지 않겠다고 협박하여 크게 상처받았다고 밝혔다.

### 네티즌이 전개한 구명 운동
한편 네티즌들은 유진 박이 그동안 심한 우울증과 양극성 장애(조울증)를 앓아 왔는데도 충분한 휴식과 요양 없이 무리하게 지방 소규모 행사를 위주로 소모성을 띠는 활동하게 하는 현재 매니저를 대상으로도 의혹을 꾸준히 제기한다. 특히 이 사건이 알려진 직후 개설된 포털 사이트 다음의 유진 박 공식 팬카페 ‘유진박을 응원하는 시민들의 연합’ 회원들을 중심으로 각종 커뮤니티를 이용해 진실을 규명하자는 취지로 서명 운동을 벌이고 각 방송사에 취재를 요청하였으며, 국민인권위원회 국민 신문고에 사건을 의뢰하기도 하였다. 이 사람들은 전 소속사에서 있었던 폭행·감금 가해자들을 뚜렷하게 처벌해야 하고 현재 유진 박 매니지먼트를 맡는 회사와 관계도 정리하여야 한다는 의견을 피력한다. 현재의 영세한 시스템 안에서 소모성을 띤 연주를 많이 하기보다는 장기에 걸친 전망이 있는 메니지먼트가 필요하다고 주장하는 이 사람들은 인권 단체와 변호사를 이용한 방법을 모색하면서 유진 박이 공연하는 장소를 방문하여 '우리가 당신을 돕겠다', '당신은 혼자가 아니다'라는 내용이 적힌 영문 피켓을 들기도 하였다. 특히 2009년 8월 12일에 SBS의 시사 고발 프로그램인 《뉴스추적》 ‘유진 박의 진실’ 편이 방송되어 많은 이 사람을 슬프게 하고 충격스럽게 하였으며, 유진 박 사건은 전국민의 관심사로 다시 한 번 더 떠올라 구명 운동에 불을 당기는 계기가 되었다. 그러나 유진 박의 전소속사 대표의 폭행·감금혐의는 유진 박의 출국으로 조사가 중단되었다. 소속 연예인 유진박에게 정신적, 신체적 학대를 하고 행사비 갈취한 것에 대한 처벌이 제대로 이루어지지않은 채 그 이후, 2011년 1월 서울중앙지법 형사합의는 소속사 연예인에게 성상납을 강요하고 성폭행한 혐의로 기소된 모 연예기획사 대표 김모 씨에게 징역 1년을 선고했다.

### 다시 제기된 노예계약 논란
2013년 4월에 인터넷에 어느 누리꾼이 부산 소재의 곱창집에서 바이올린을 연주하는 남루한 행색의 유진 박의 동영상을 올리면서 또 다시 소속사의 유진 박 착취 논란이 화두로 올랐다. 급기야 네티즌들은 서명 운동을 펼치기 시작하였고 현재 소속사가 없는 유진 박의 스케줄을 관리하는 우 모씨는 이에 대해 언론에 해명하는 사태까지 이르렀다.

## 수상 경력
- 줄리어드 스쿨 콩쿨 우승
- ISO 컴피티션 대상
- 아스팬 뮤직 스쿨 컴피티션 우승을 비롯해 콩쿨 6개에서 우승

## 음반 목록
| 1. 《The Bridge》 1집 (1997년) 2. 《Peace》 2 집 (1998년) 3. 《유진박 LIVE》 (2001년) 4. 《Gust》 3집 (2006년) 5. 《Nostalgia》 미니 앨범 (2011년) | 1. 《마미손 정규 1집》 My sadness (2019년) 2. 《Time After Time 1》 Imaginary Pictures (2008년) 3. 《니나노 1집》 (2007년) 4. 《크라잉 넛 4집》 개가 말하네 (2002년) 5. 《반야 - Pump it Up》 무혼(Solitary) (2002년) 6. 《샤크라 3집》 돌아와 (2002년) 7. 《크라잉 넛 3집》 웃기지도 않는 이야기 (2001년) 8. 《행복한 장의사 OST》 (2000년) 9. 《MBC 드라마 허준 OST》 지요일선도, 사향思鄕 (2000년) 10. 《Now N New(하나 되어)》(1999년) 11. 《여명 Leon Now》 Sugar in the Marmalade (1999년) 12. 《써니 1집》 Damage (1999년) 13. 《마법의 성 OST》 작은섬2, Snow Hill (1999년) 14. 《컨추리 꼬꼬 1집》 그대에게 가는 길 (1998년) 15. 《김덕수 미스터 장고》 돛단배 (1997년) |

## 음악 활동 기록

### 미국에서 활동
- 3세에 바이올린 시작
- 8세에 줄리어드 예비 학교 전액 장학생으로 입학
- 10세에 웨인 심포니 오케스트라[Wayne Symphony Orchestra]와 협연
- 13세에 링컨 센터 무대 데뷔
- 줄리어드 스쿨 콩쿨 우승
- ISO 컴피티션 대상
- 아스팬 뮤직 스쿨 컴피티션 우승을 비롯해 콩쿨 6개에서 우승
- 미국 슈퍼볼 전야제 오프닝 공연

### 대한민국에서 활동
- 1996년 12월 KBS 열린 음악회에서 국내 활동 시작
- 1997년 야누스, 버드랜드, 천년 동안도를 비롯해 국내 라이브 클럽 무대에서 활동하면서 이름을 알리기 시작
  - 3월 12일 예술의 전당 《'97 신춘 음악회 판놀음》
  - 7월 17일 잠실 올림픽 주경기장 《우리생애 최고의 메가콘서트》
  - 7월 27일 세종문화회관 《Summer Jazz Festival》
  - 8월 29일 《Sony Music Entertainment Japan Tokyo Meeting & Show Case》
  - 8월 1집 앨범《The Bridge》 발매[5]
  - 9월 2일 서울 신라호텔 첫 솔로 앨범 《The Bridge》 발매 기념 쇼케이스·기자회견
  - 11월 8일 프로농구 개막식 연주
  - 12월 10일~11일 서울 사물놀이 김덕수 40주년 기념음반 《미스터 장고》콘서트
- 1998년 1월 2일 중국 《상하이 뮤직 페스티벌》한국 대표로 참가
  - 1월 10일 COOCOO의 모임[6]및 작은 공연[국제전자상가 이벤트홀]
  - 1월 16일 "문화사랑회" 발족 기념 첫 음악회 출연[신라호텔 다이너스티홀][7]
  - 2월 25일 대한민국 《제 15대 대통령 김대중 취임식》 축하 공연
  - 5월 30일 올림픽 체조경기장 《'98 자유공연》
  - 8월 스피드 012 부산, 전남, 대전 콘서트 참가
  - 8월 17일 《ACE OF BASE》 협연 공연
  - 11월 2집 앨범 《Peace》 발표
  - 12월 「유진 박장학회」[8]설립.
  - 12월 25일 서울 Hyatt 호텔 Grand Ballroom 공연
- 1999년 2월 2일 《유진박과 함께하는 주연테크PC 대축제》
  - 2월 9일 《한국 미술 독일 순회전 귀국전》
  - 2월 24일 《국민의 정부 출범 1주년 기념 문화잔치》 서울 청와대 특별공연
  - 5월 《'99 서울 모터쇼》 삼성 코엑스
  - 6월 1일 자서전 《춤추는 바이올린 유진박 질주》발간[9]
  - 8월 22일 《북경 한·중수교 7주년 한국가요의 밤》
  - 10월 14일 《제 4회 부산 국제 영화제 PIFF》 개막식 공연
  - 12월 25일 《Joy Of Christmas》 예술의 전당 콘서트
  - 12월 31일 대한민국 새천년준비위원회 주최 《새천년맞이 국민대축제》
- 2000년 1월 1일 새천년맞이 《난계 국악단 신년 음악회》
  - 8월 25일 《국제 동경 모터쇼》 축하 공연
  - 10월 《다임러 크라이슬러 코리아》, 《유네스코 2000》
  - 12월 《한국 국악 선교회 창립 16주년 기념 음악회》
- 2001년 3월 《유진박 라이브 앨범》 발매
  - 4월 베이징 《한중 슈퍼콘서트》
- 2002년 4월 《한일 월드컵 성공기원 음악회》
  - 5월~6월 월드컵 홍보대사 위촉 및 全경기 응원단 축하 공연
  - 9월 부산 아시안 게임 《36억 아시아 우정의 축제》
  - 11월 《한미 친선회》
- 2003년 5월 5일 《어린이 날 올림픽 공원 대축제》
  - 8월 《광주 국제 영화제》
  - 9월 《유진박 리사이틀-클래식과 재즈의 만남》
  - 11월 《2003 국제 F3 코리아 슈퍼프리》
  - 12월 세종 문화회관《유진박 송년 음악회》
- 2004년 4월 4일 《평화 국제 마라톤 대회》
  - 6월 APEC 개최 축하 공연
  - 7월 12일 베이징 《CCTV 한류 중심》 참가
  - 7월 16일 베이징 《앙드레 김 패션쇼》축하 공연
- 2005년 4월 《서울 심포니 오케스트라 협연》
  - 8월 21일 중화 세기단 《CKCG 2005》
  - 9월 2일 《광주 국제 영화제》 축하 공연
  - 9월 30일 《세계 아리랑 축제》
- 2006년 4월 9일부천 《진달래꽃 축제》
  - 5월 22일 《소리꾼 신영희의 소리인생 50주년 기념》 예술의 전당
  - 6월 25일 유진박과 진보라의 《원두막 콘서트》
  - 7월 7일 3집 《GUST》 발매
  - 8월 17일 《부천 국제 만화 축제》 개막식
  - 9월 14일 《노스텔지아 : Fall Story》 KAIST
  - 10월 30일 《동아시아 한·중·일 방송PD 포럼》 축하 공연
- 2007년 2월 14일 LPGA투어 《SBS오픈 하와이 대회》축하 공연
  - 9월 1일 《북한 장애인 돕기 자선 음악회》올림픽 공원
  - 9월 13일 《제주 영화제》
  - 10월 18일 《서울 국제 영화제》
  - 10월 21일 《SBS 한류 패션 페스티벌》 오프닝 공연
  - 10월 28일 KBS특집 《2012 세계 여수 엑스포 유치 성공 기원-바다의 꿈》
  - 11월 23일 《한·중 문화교류 베이징 올림픽 성공 기원》
- 2008년 4월 16일 《유니베라 수요 음악회》
  - 5월 서울 코엑스 《제 2회 국제 브레인HSP 올림피아드》
  - 6월 3일 《희망·사랑 나눔 콘서트》
  - 7월 24일 《2008 동아시아 어린이 공연 예술제》
  - 8월 22일 《2008 국제 재즈 축제》
  - 9월 25일 《유진박 인순이 장흥 파워콘서트》
  - 12월 12일 《백지영 박상민의 아름다운 동행 콘서트》
- 2009년 3월 《The Again 유진박 콘서트》
  - 7월 17일 《2009 구미 YesRock 페스티벌》
  - 8월 2일 《2009 어린이 대공원 여름 축제》
  - 9월 26일 뉴욕 시티필드 《뉴욕 추석 대잔치》
  - 10월 3일 뉴욕 《2009 코리안 퍼레이드 페스티벌》
  - 11월 7일 성프란치스코 성당 《탈북 난민·노숙자 돕기》
  - 12월 10일 《가든 스테이트 오페라단·FBI 송년 음악회》
  - 12월 18일 서든 인라인먼트 시어터 후원 갈라
  - 12월 24일 《유진박·이치현과 벗님들》 KRB 한국 라디오 방송주최
- 2010 4월 10일 《유진박&위 투어 콘서트》
  - 4월 24일 시카고 맥코믹 플레이스 《2010 NRA 국제 외식산업 박람회》
  - 5월 30일 뉴욕 《New York American Youth Annual Gala》
  - 6월 13일 예술의 전당 《콘서트 홀'코리아 타악기 오케스트라》
  - 7월 8일 《제 12회 IYF 서울 국제 청소년 영화제》 개막식
  - 7월 10일 《2010 부산 IYF 월드 캠프》공연
  - 10월 10일 맨해튼 랜달파크 추석 공연
  - 12월 《유진박 리턴 오리지날 WITH 고릴라 크루》
- 2011 1월 26일 《KBS 찾아가는 음악회》
  - 3월 18일 《KAFFNY 뉴욕 한인 영화제》
  - 6월 24일 미국 《한인 체전 개막식》
  - 7월 15일 울산 단독 초청 《유진박 부활 콘서트》
  - 10월 21일 미니 앨범 《EP Nostalgia 노스텔지어》 발매
  - 12월 16일 미국 《미·한국 상공회의소》 초청 공연
  - 12월 30일 《유진박 Propose, Adieu 2011》 청담동 비하이브 갤러리
- 2012 3월 10일 《화이트데이 콘서트》청담동 비하이브 갤러리
  - 3월 23일 《JUMP 콘서트》 성균관대 새천년홀
  - 5월 19일 《2012 과천 토요예술 무대》 개막식 공연
  - 7월 12일 《씨앤앰(C&M) 행복나눔 착한 콘서트》 용산
  - 12월 6일 《2012 필리핀 한인 총연합회 정기 총회》
  - 12월 19일 《씨앤앰(C&M) 행복나눔 착한 콘서트》 관악구
  - 12월 24일 《제주 롯데 호텔 X-MAS 이브파티》
- 2013 4월 13일 부산 센텀시티역 《힐링 콘서트》
  - 4월 21일 《2013 청도 유등제》
  - 5월 4일 충북 청주 《이은미·유진박 힐링 콘서트》
  - 6월 11일 《제 8회 울산 대공원 장미축제》
  - 6월 14일 부산 영화의 전당 하늘연극장 '양욱진, 정성흡 & 프렌즈2 - 유진박, Back to Classic'[10]
  - 6월 28일 경산 《2013 열린 음악회》
  - 6월 29일 《씨앤앰(C&M) 착한 콘서트 시즌2》 마포
  - 7월 13일 군산 《이은미·유진박 힐링 콘서트》
  - 7월 20일 《씨앤앰(C&M) 콘서트 시즌2》 일산
  - 7월 26일 《유진박, Back To Classic》 김해 박물관 15주년 개관 기념
  - 7월 31일~8월 6일 《씨앤앰(C&M) 행복나눔 캄보디아 자선 착한 콘서트》

## 방송
- 1995년 KBS 《일요 스페셜》 줄리어드
- 1996년 12월 14일 KBS 《열린 음악회》
- 1997년 1월 1일 해태제과 에이스 크래커 광고
  - 1월 6일 MBC 《문화특급》
  - 5월 13일 MBC 《일요 음악회》
  - 6월 9일 MBC 《생방송 좋은 밤입니다》
  - 6월 9일 KBS1 《체험 삶의 현장》
  - 6월 10일 MBC특집 《한마음 음악회》
  - 7월 14일 Mnet 채널 27 《프라임 콘서트》 실황 방송
  - 9월 12일 SBS 《생방송 금요베스트 10》
  - 10월 10일 SBS 《특집쇼 가을 대잔치》 축하공연
  - 10월 30일 SBS《생방송 한밤의 TV연예》 유진박 콘서트 탐방
  - 11월 5일 MBC《박상원의 아름다운 TV 얼굴》[11]
  - 11월 19일 Mnet《인천 시민음악축제》
  - 12월 2일 KBS1 열린 음악회 《20+21 대합창
  - 12월 19일 MBC 특별 생방송 《새출발을 위한 국민 대합창》
- 1998년 1월 1일 SBS 신년특집 《98 연예계 스타 대예언》축하공연
  - 1월 3일 KBS2《이소라의 프로포즈》
  - 1월 6일 MBC 신년특집《10시! 임성훈 입니다-1998 당신이 최고!》
  - 1월 17일 MBC 《쇼 토요특급》
  - 2월 3일 MBC《생방송 젊은 그대》
  - 2월 17일 케이블 아리랑 TV 채널50 영어 장학퀴즈《퀴즈 챔피언》출연
  - 3월 1일 케이블 A&C채널 37《유진박 록콘서트》 방영
  - 3월 11일 KBS2 《가족오락관》
  - 4월 1일 A&C《바하에서 비틀즈까지》 방영
  - 6월 6일 MBC 《음악캠프》[12]
  - 6월 8일 KBS2 드라마 《킬리만자로의 표범》에서 바이올리니스트로 출연.
  - 10월 8일 SBS 《생방송 한밤의 TV연예》 2집 작업 근황
  - 11월 MBC 시트콤 《남자 셋 여자 셋》 서울의 휴일 편 출연.
  - 11월 7일 iTV 인천방송《불우 청소년을 위한 박찬호 자선 디너쇼》 출연
  - 11월 7일 KBS2 《채시라의 세레나데》
  - 11월 17일 MBC 《금강산 관광 첫출항 특집 전야제》
  - 12월 17일 케이블 국립영상 14 《우리 가락 100회 특별 공연-우리 가락 우리 춤》
  - 12월 31일 SBS 《생방송 한밤의 TV연예》제야의 타종식 현장
- 1999년 1월 9일 MBC 《음악캠프》
  - 1월 20일 KBS 《청소년 음악회-록과 우리음악의 어울림》
  - 2월 2일 iTV 인천방송 《최화정, 김원희의 3일간의 사랑》
  - 2월 8일 KBS2 《체험 삶의 현장》흑염소 농장편 출연.
  - 2월 13일 SBS 시트콤 《LA아리랑》 특별 출연.
  - 3월 6일 SBS 《아주 특별한 사랑》
  - 5월 12일 케이블 채널19《무한접속 뮤직파일》
  - 9월 17일 MBC 《문화 초대석》
  - 11월 17일 MBC 《수요 예술무대》
  - 11월 19일 SBS 《기분 좋은 밤》
- 2000년 4월 19일 EBS공사 출범 축하공연
  - 12월 13일 KBS 국악 관현악단 《성탄 음악회》출연
- 2002년 10월 EBS 《춤추는 소녀 와와》
- 2004년 12월 18일 SBS 《학교전설》 받아쓰기 대회
- 2005년 10월 14일 SBS《금요 컬처클럽》263회
- 2006년 7월 15일 KBS 다큐멘터리《아담의 언어 마임》
  - 8월 2일 KBS 《정은아 I콘서트》 유진박 컴백 특집
  - 8월 20일 KBS1 《열린 음악회》
  - 9월 KBS 추석특집 《보이는 라디오》
- 2007년 4월 12일 KBS1 《클래식 오딧세이》
  - 4월 27일 《울산MBC창사 기념 이색 콘서트》
  - 5월 7일 SBS 《김미화의 U》 오프닝 무대에 출연
  - 6월 21일 KBS2 《생방송 세상의 아침》
  - 10월 26일 KBS2 《생방송 세상의 아침》
  - 12월 4일 국회 방송 《국회 송년의 밤》
  - 12월 23일 광주MBC 《문화콘서트 난장》
- 2008년 6월 KBS광주방송총국 《콘서트 필》
- 2009년 8월 3일 KBS2 《연예가 중계》[13]
  - 8월 3일 SBS 《배기완 최영아 조형기의 좋은 아침》
  - 8월 5일 SBS 《한밤의 TV연예》 233회
  - 8월 12일 SBS 《뉴스추적》 유진박의 진실[14]
  - 8월 28일 MBC 《기분 좋은 날》 유진박 스페셜
  - 8월 31일 SBS 《배기완 최영아 조형기의 좋은 아침》
- 2010년 4월 1일 SBS 《한밤의 TV연예》
  - 4월 5일 KBS2 《여유만만》
  - 4월 14일 SBS 《생방송 투데이》'다시 일어선다! 유진박'
  - 5월 29일 SBS 《놀라운 대회 스타킹》166회[15]
  - 12월 26일 KBS1 《도전! 골든벨》
- 2011년 2월 7일 ~ 2월 11일 《인간극장》
  - 3월 1일 tvN 《모닝토크쇼 브런치》
  - 4월 29일, 5월 5일 MBC 특선 다큐멘터리 《고려초조대장경》OST 참여
  - 11월 10일 MBC FM4U 《두시의 데이트 주영훈입니다》
  - 12월 2일 MBC FM4U 창사 50주년 《두시의 데이트 주영훈 입니다》 공개 방송
- 2012년 1월 30일 SBS 《세상에서 가장 아름다운 여행》[16]
  - 3월 27일 MBC 《기분 좋은 날》
  - 4월 17일~5월 15일 MBC 《여유만만》[17]
  - 11월 25일 KBS 《열린 음악회》
  - 12월 20일 케이블 채널 아르떼TV 출연
  - 12월 26일 아리랑 라디오
  - 12월 31일 KBS 《생방송 가는 해 오는 해》
- 2013년 1월 26일 KBS1 《아침마당》 가족이 부른다
  - 4월 17일 tvN 《Tvn eNews 결정적 한방》
  - 4월 19일 JTBC 《연예 특종》
  - 4월 22일 MBC 《기분 좋은 날》
  - 5월 24일 KBS《취재파일K》
  - 6월 11일 KBS부산방송총국 《TV 문화속으로》
  - 6월 26일 tvN 《Tvn eNews 결정적 한방》
  - 7월 3일 KBS2 《여유만만》
- 2017년 5월 15일~5월 19일KBS1 《인간극장》Hey,Eugene
- 2021년 2월 24일 KBS2 《TV는 사랑을 싣고》